# Arbergen (Bremen)

Bezirk Ost – Stadtteil Hemelingen (rot) – unten Ortsteil Arbergen

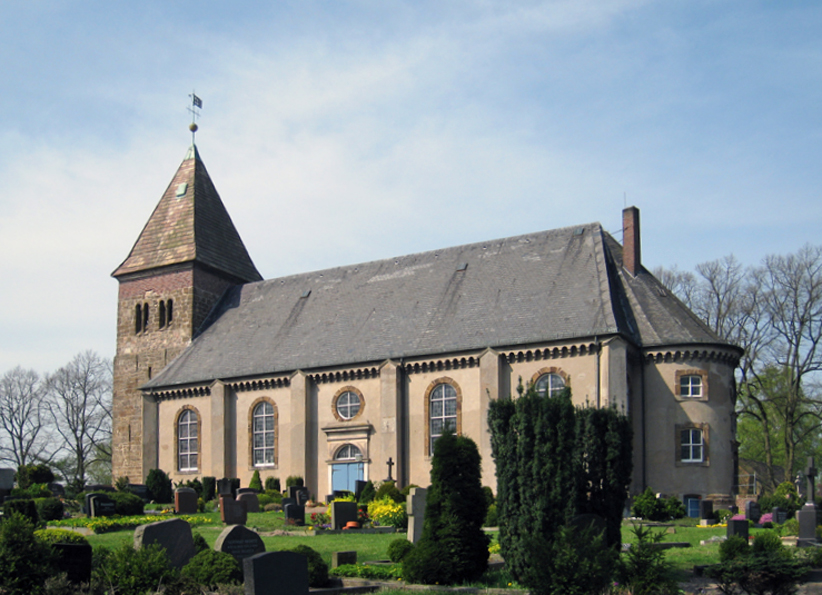
St. Johannis-Kirche

Arbergen ist ein Ortsteil von Bremen und bildet zusammen mit Hastedt, Hemelingen, Mahndorf und Sebaldsbrück den Stadtteil Hemelingen.

## Geografie

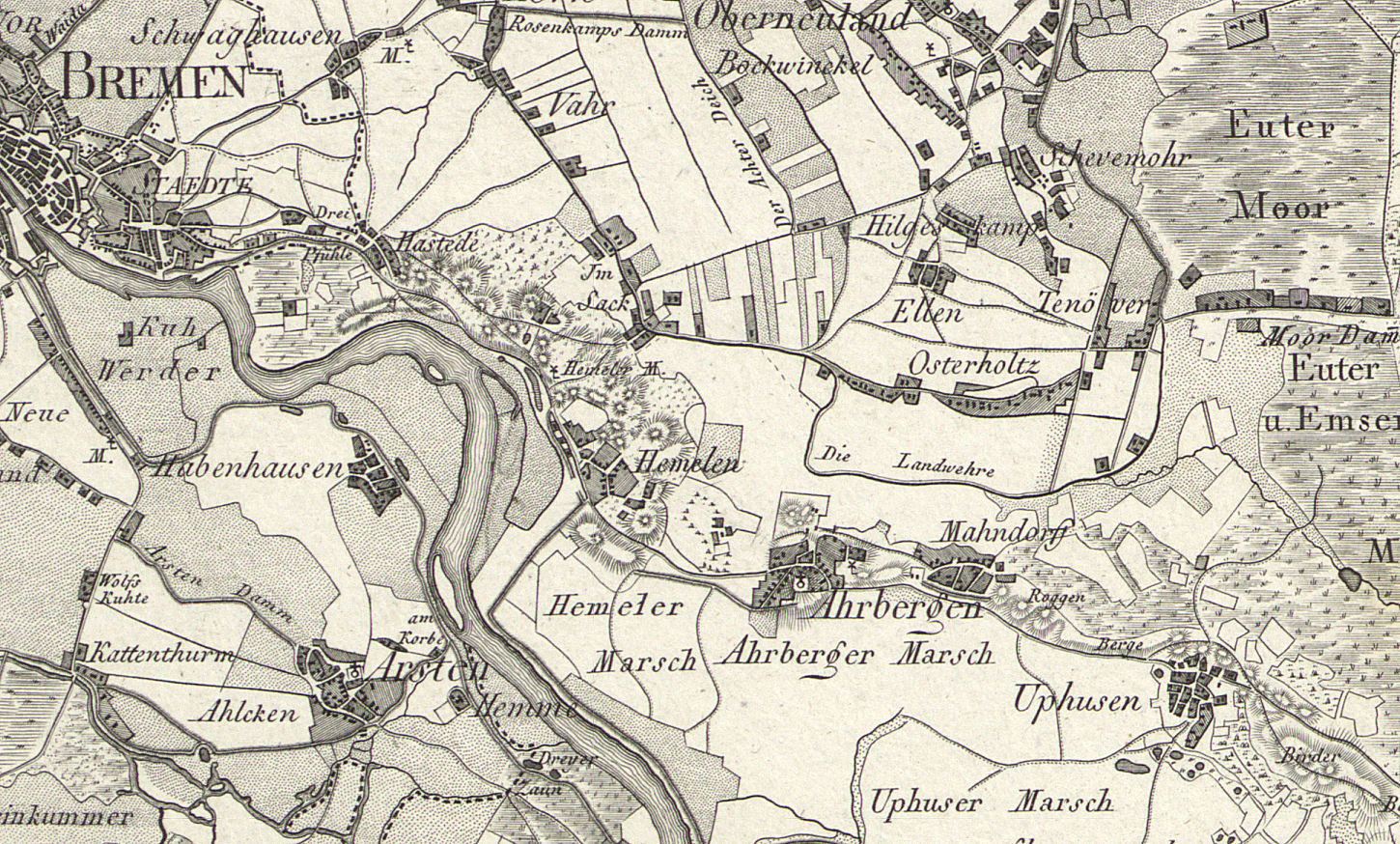
Karte von 1805–1813

Arbergen liegt rechts der Weser im Südosten von Bremen und Hemelingen in der Nähe der Autobahn A 1 mit der Ausfahrt Uphusen/Bremen-Mahndorf.
Der Ortsteil hat eine Fläche von 609 Hektar sowie 5602 Einwohner. Im Osten schließt der Ortsteil Mahndorf sowie die Gemeinde Achim und der Landkreis Verden an.
Arbergen liegt zwischen zwei Bahnlinien, der Bremer Umgehungsbahn der Bahnstrecke Osnabrück–Hamburg im Süden und der Bahnstrecke Hannover–Bremen im Norden. Arbergen liegt auf mehreren Dünen, auf der höchsten Düne mit ca. 8 Meter über NN steht die Kirche.

Der städtebauliche Zusammenhang zu den Hemelinger Ortsteilen wird gebildet durch die Verkehrsachse der Arberger Heerstraße.

## Geschichte

### Das Dorf
Frühgeschichtliche Funde und Grabungsfunde belegen eine frühe Besiedlung im 4. Jahrhundert nach Chr. auf den Dünen und dem Geestgebiet. Je nach Wasserstand veränderte sich die Siedlungsfläche. Reste von Grubenhäusern in Mahndorf weisen auf eine Besiedlung durch die germanischen Chauken bzw. Sachsen – von 200 v. Chr. bis 900 n. Chr. hin.
Arbergen (Plattdeutsch Arbargen) wurde 1230 als Arberge das erste Mal erwähnt und hieß 1319 Arberghen. Eine Kirche entstand bereits um 1000. Von der heute evangelisch-lutherischen Dorfkirche St. Johannis blieb die Außenwand von um 1100 erhalten und der Turm stammt aus dem 11. Jahrhundert. Das Dorf gehörte zur langwedelschen Vogtei, dann zum Gohgericht Achim, ab 1859 Amt Achim. Es lebten im Dorf die Bauleute als größere Bauern, die Köthner als Kleinbauern mit einer Kate und Land und die Brinksitzer, meist Knechte mit nur wenig Gartenland die früher den Brink (germanisch brinkaz für erhöht, niederdeutsch brink für Anger als Flur) urbar machten.
Nach der Reformation wurde Arbergen evangelisch-lutherisch. Der Ort kam nach dem Dreißigjährigen Krieg zum schwedisch regierten Herzogtum Bremen und 1719 zum Kurfürstentum Hannover. Nunmehr gelang es 1719 Pastor Daniel Gerhard Heisius die marode Kirche zu erneuern durch ein neues barockes Kirchenschiff. Die Kirchengemeinde war wohl vom 11. Jh. bis in die 1960er Jahre beim alten Kirchspiel Arbergen. Im Sprengel Arbergen befanden sich noch Hastedt, Hemelingen (bis 1890) und Sagehorn.

Nach dem Deutschen Krieg wurde 1866 das Königreich Hannover mit Arbergen eine preußische Provinz. 1786 hatte das Dorf 279 Einwohner. 

Arbergen gehörte bis 1885 zum Amt Achim in der Landdrostei Stade, von 1885 bis 1932 zum Kreis Achim und bis 1939 zum Landkreis Verden. 1873 folgte die Eröffnung der Bahnstrecke Bremen–Osnabrück mit einem Bahnhof in Hemelingen. Die Arberger Mühle stammt von 1803. Der erste Kolonialwarenladen befand sich an der Arberger Heerstraße 59.
An der Hermann-Osterloh-Straße entstand in den 1970/80er Jahren eine Mehrfamilienhaus-Wohnanlage, die sich in Mahndorf fortsetzt.
Schule: In Arbergen wurde im Auftrag des Domherrn Clüver die erste Schule eingerichtet und sie erhielt 1772 ein neues Schulhaus, 1828 durch ein massives Gebäude ersetzt und Neubau von 1886 (Alte Dorfstraße). In der Nähe zur Kirche entstand 1911 das Hauptgebäude mit einer Jugendstilfassade. Nach Abriss des Wurtmann-Hofes Ende der 1950er-Jahre entstand eine Schulsporthalle. Die Schule wurde in den 2010er Jahren renoviert und ist heute eine Grundschule.

### Vom Dorf zum Ortsteil
1929 wurde das Dorf Arbergen als Gemeinde aufgelöst und kam zum benachbarten Hemelingen. Mit diesem kam es 1939 durch einen Gebietstausch zur Stadt Bremen, ebenso wie das benachbarte Mahndorf. 
1946 wurde das Ortsamt Hemelingen eingerichtet. Aus dessen Zuständigkeitsbereich wurde 1951 mit der Neuordnung der stadtbremischen Verwaltungsbereiche der Stadtteil Hemelingen. Arbergen wurde darin zum Ortsteil. 
Die letzte offizielle deutsche Meisterschaft im Schlagball errang 1954 der TV Arbergen. Die Einwohnerentwicklung von 1955 bis 1995 lässt den starken Wohnungsbau, vor allem durch Einfamilienhäuser, erkennen.

### Einwohnerentwicklung
1812 hatte Arbergen 280 Einwohner. Die Einwohnerzahl nahm durch die Nähe zu Hemelingen und Bremen im 20. Jahrhundert deutlich zu. Die Entwicklung in Zahlen:
- 1955: 4004 Einwohner
- 1975: 4588 Einwohner
- 1995: 5551 Einwohner
- 2007: 5580 Einwohner
- 2017: 6007 Einwohner

## Politik, Verwaltung
Arbergen wird als Ortsteil vom Ortsamt Hemelingen verwaltet. Im Beirat Hemelingen sind auch die Arbergener Mitglieder vertreten. Der Ortsamtsleiter wird vom Beirat gewählt und im Anschluss vom Senat berufen. Seit 1. März 2016 ist Jörn Hermening (parteilos) Ortsamtsleiter.

## Infrastruktur

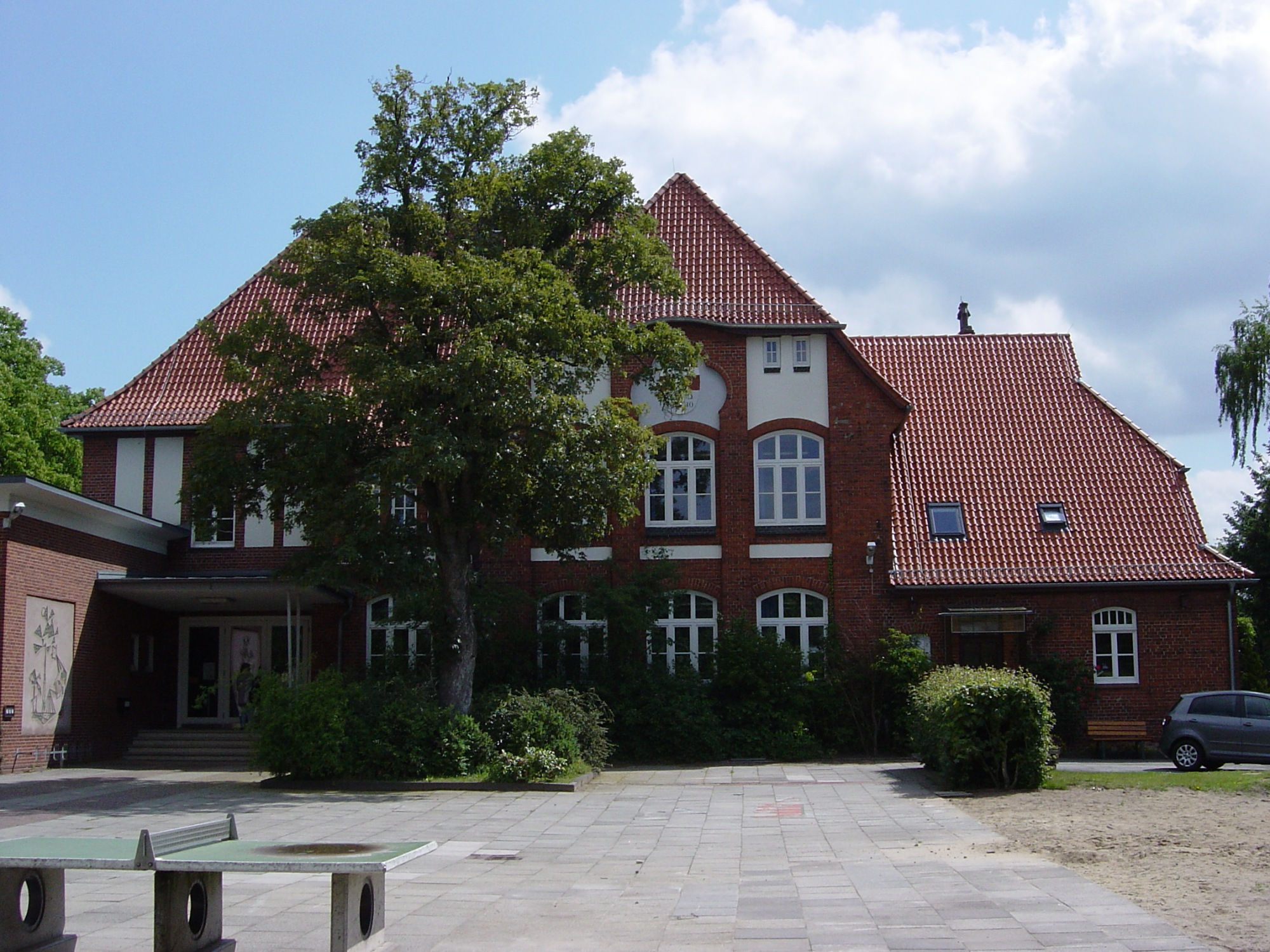
Grundschule Arbergen

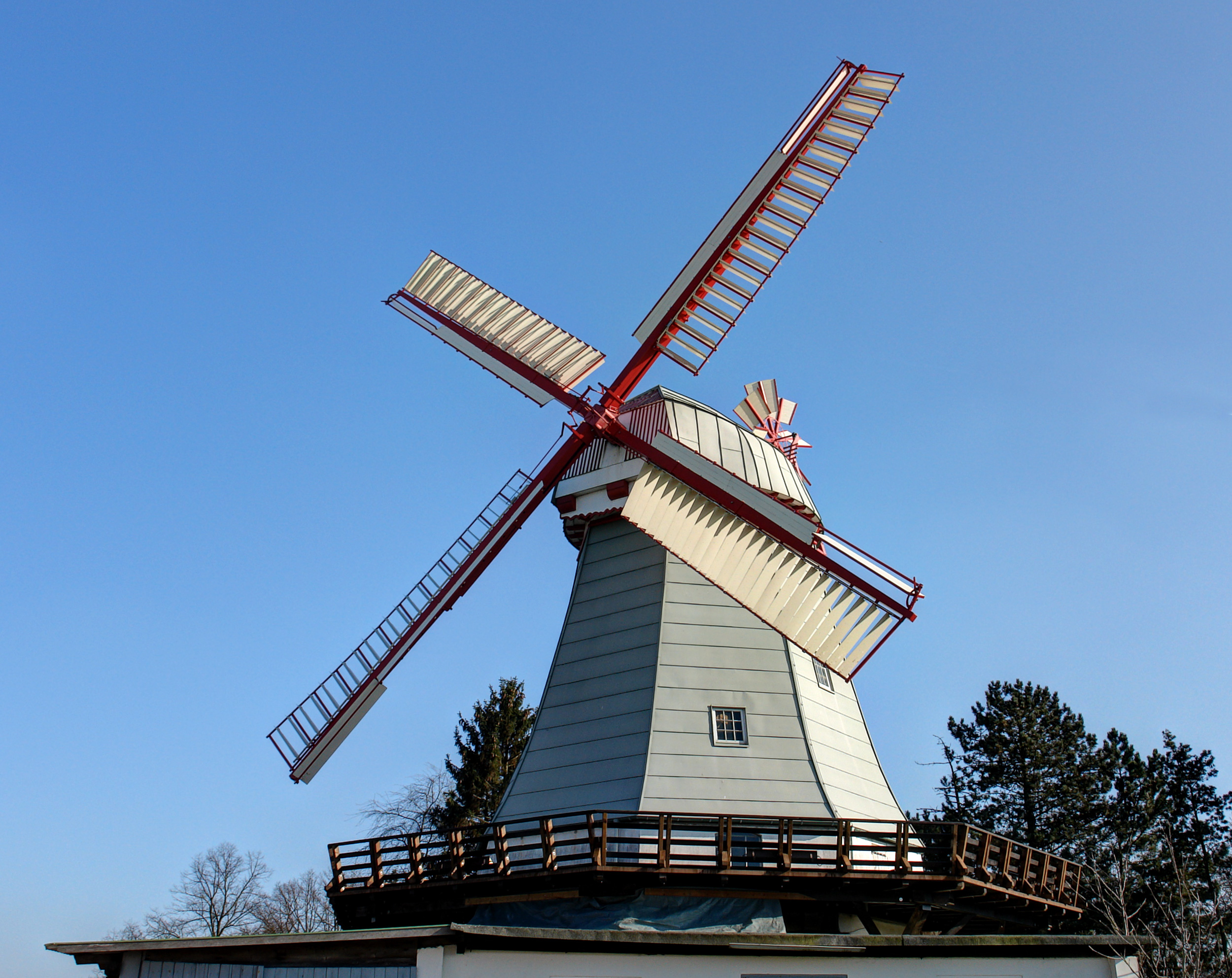
Arberger Windmühle

### Sehenswürdigkeiten
→ Siehe auch Liste der Kulturdenkmäler in Hemelingen
- St.-Johannis-Kirche auf der Kirchendüne mit Turm von um 1000/1100 und Kirchenschiff von 1719
- Arberger Mühle von 1803 vom Müller Friedrich Bruns als Ersatz für eine etwa 30 Meter entfernt gestandene Bockwindmühle von 1582, sanierte Galerieholländermühle mit Windrosengetriebe, Jalousieflügeln und Achtkantaufsatz als Kappe.

### Allgemein
→ Siehe auch bei Hemelingen bei Öffentliche Einrichtungen
- Ortsamt Hemelingen, Godehardstraße 19
- Polizei-Außenstelle Arbergen/Mahndorf, Arberger Heerstraße 90
- Busbibliothek der Stadtbibliothek Bremen
- Kommunalpolitische Arbeitsgemeinschaft Arbergen von 1957 (KAG) mit um 30 Vereinen, Institutionen, Gruppen und Parteien
- Gasthaus Arberger Hof am Fuß der Kirchendüne, Arberger Heerstraße 78, früher ein Köthnerhof; in den 1960er Jahren, zu Zeiten des Beat-Clubs, Konzertraum, in dem viele bekannte Künstler u. a. die Bee Gees regelmäßig auftraten.
- Grothenn’s Gasthaus, Arberger Heerstraße 101, beliebtes Ziel für Kohlfahrten
- Friedhof Arbergen von vor 1800, evangelisch, Arberger Heerstraße 77

### Bildung, Soziales
- Grundschule Arbergen, Heisiusstraße, mit um 187 Schülern (2020) in 9 Klassen, unterrichtet von 12 Lehrkräften
- Bremer Heimstiftung Stiftungsdorf Arberger Mühle, Vor dem Esch 7
- Pflegeheim Rosmarie-Nemitz-Haus, Hermann-Osterloh-Straße 117
- Pflegeheim Arbergen beim Rodensee
- Städtisches Kinder- und Familienzentrum Arbergen, Ortwisch 73
- Kita Arberger Mühle
- Ev. Kindergarten Arberger Heerstraße 77
- Bund der Pfadfinderinnen und Pfadfinder, Stamm Wilhelm Olbers in der Rottkuhle
- Christliche Pfadfinderschaft Deutschlands, Stamm Heinrich von Zütphen bei der Arberger Kirchgemeinde
- Übergangswohnheim Arbergen – Grünes Dorf der AWO

### Sport
- SG Arbergen-Mahndorf von 1893, Arberger Heerstraße 111, mit Vereinshaus, Tennisplatzanlage und Halle
- Turnverein Arbergen von 1893, Arberger Heerstraße 111
- SG Bremen-Ost, Arberger Heerstraße 111
- Schützenverein Arbergen von 1954, Arberger Heerstraße 111
- Radfahrer-Verein „Sport“ Arbergen von 1906
- Galoppsport: 2000 m lange Trainingsanlage Mahndorf zwischen Mahndorfer und Arberger Heerstraße

### Grünanlagen, Gewässer

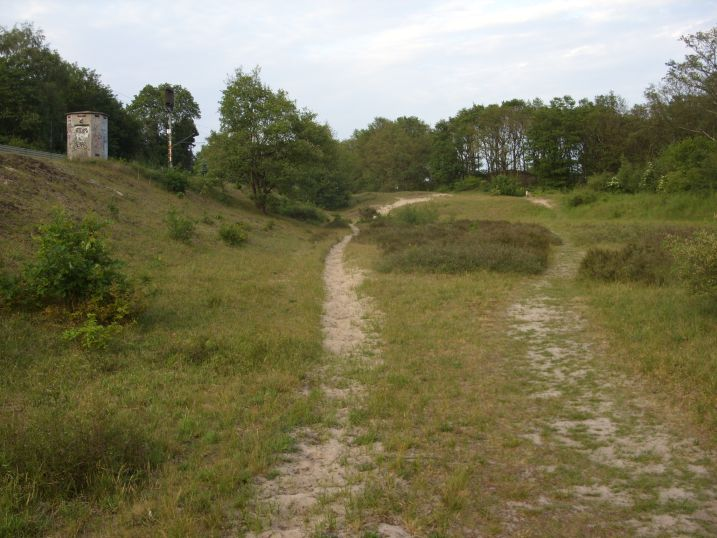
Mahndorfer Düne

- Hermann-Osterloh-See
- Der 3500 m² große, max 7 m tiefe Badesee Rottkuhle wird über einen Brunnen durch eine Quelle gespeist.
- Rodensee
- Mühlenteich
- Dechte
- Mahndorfer Düne, die mit ihrem größeren Teil in Arbergen liegt
- Arberger Marsch, heute größtenteils Gewerbegebiet
- Mahndorfer Gräberfeld, eine archäologische Ausgrabung der Völkerwanderungszeit bis zum frühen Mittelalter, 150 Meter südlich der Mahndorfer Heerstraße

### Kirche

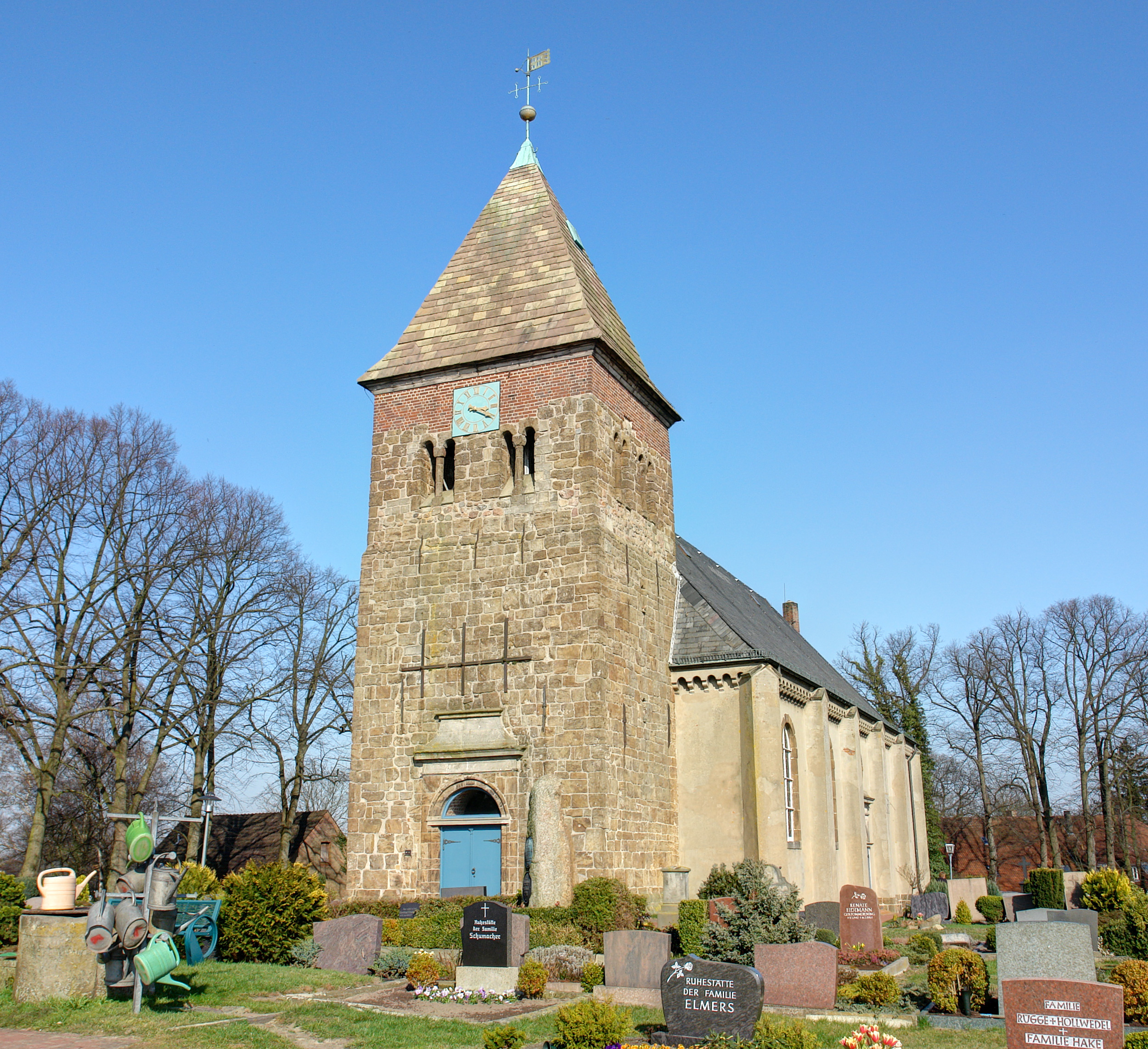
St. Johannis Arbergen

Die heute evangelisch-lutherische Kirche St. Johannis (der Evangelist) in Arbergen wurde erstmals 1230 erwähnt, Teile des Turmes sind von um 1000/1100, das barocke Kirchenschiff von 1719. Das ältere Pfarrhaus wurde 1955 zum Gemeindehaus umgebaut. Zur Kirche gehört ein Friedhof.
Die katholische Kirchgemeinde mit der inzwischen abgerissenen Kapelle St. Barbara war von 1977 bis 2011 in der Hermann-Ostreloh-Straße und gehört zu St. Godehard in Hemelingen.

## Wirtschaft und Verkehr

### Wirtschaft
Arbergen war zunächst dörflich geprägt. In dem Ortsteil fand mit seinem Wachstum eine leichte Durchmischung der Bereiche Wohnen, Landwirtschaft und Gewerbe statt; er ist hauptsächlich ein Wohnstandort.

Viele Arbeitsplätze gab es in Hemelingen bei dem Eisenbahn-Ausbesserungswerk, der Silberwarenfabrik Wilkens & Söhne, der Hemelinger Brauerei sowie der Eisengießerei Fischer und Bülle und heute beim Daimler-Benz Werk Bremen in Sebaldsbrück.

Auf dem zentralen Dorfplatz findet freitags der Wochenmarkt statt.
Ein Gewerbegebiet entsteht seit den 2010er Jahren südlich der Bundesautobahn 1 mit Anschluss 55 Bremen Hemelingen. Firmen u. a.: Adient Interiors Werk Bremen, Fleischer-Einkauf AG, Lear Corp, Lorel Logistik, pfenning Intralogistik.

### Verkehr

#### Öffentlicher Personennahverkehr
Folgende BSAG – Linien erreichen Arbergen:
- Buslinien 40/41/41S: Weserwehr – Arbergen – Bahnhof Bremen-Mahndorf
- Buslinie 44: Sebaldsbrück – Arbergen – Bahnhof Bremen-Mahndorf
- Buslinie N5: Bahnhof Bremen-Mahndorf – Arbergen – Sebaldsbrück – Vahr – Östliche Vorstadt – Hauptbahnhof – Domsheide

#### Straßen
Die Arberger Heerstraße in west/östlicher Richtung von Bremen-Zentrum und Hemelingen nach Mahndorf, Uphusen und Achim ist die wichtigste Durchgangsstraße.

Die Bundesautobahn 1 (Abfahrt 54 / Uphusen/Bremen-Mahndorf) durchquert den Ortsteil.

### Straßennamen und Bedeutung
- Nach dem Ort: Arberger Heerstraße, viele Straßen nach 1800 wurden als Heerstraßen benannt, früher Verdener Straße
- Nach einem Höhenzug oder Gebirge: Bramwaldstraße, Deisterstraße, Eggestraße, Elmweg, Haarstrangweg, Harzer Straße, Hilsweg, Hohe Warte, Kaufunger Straße, Klüthstraße, Osningstraße, Reinhardswaldstraße, Rothaarstraße, Süntelstraße, SpessartstraßeTeutoburger-Wald-Straße
- Nach einem Ort: Nauheimer Straße, Bergener Straße, Falkensteiner Straße, Schloßborner Straße,
- Als Flurbezeichnung: Am Klemißberg, Auf dem Hellen (helle für abschüssig oder höheres Land), Dahlwas (dal = abwärts, was = Reisig, befestigter kleiner Deich), Fischkamp, Im Strumpf, Klemißberg, Ortwisch (wisch für Wiese), Schinkenberg, Vor dem Esch (Esch = Saatfeld; früher Lindenstraße)
- Mit unklarer Bedeutung: Zur Elle, evtl. als Längenmaßeinheit

Weitere Straßen von A bis Z
- Alnokweg nach einem Hengst der Deckstation Arbergen
- Am Hirtengarten nach dem Hirten des Dorfes
- Am Sandstich nach einer früheren Sandentnahmestelle
- Arnold-Heeren-Straße nach dem in Arbergen geborenen Historiker (1760–1842)
- Bi'n Tegelplatz nach einem Ziegelplatz (Tegel = Ziegel)
- Claus-Bartels-Straße nach dem Arberger Hauptlehrer und Schulleiter (Ruhestand 1903, † 1913)
- Colshornstraße nach dem Gut Colshorn größtes Gut im Dorf bzw. Colshornhof als Sommersitz Bremer Herren bis 1718, seit 1868 im Eigentum der Familie Seekamp
- Europaallee im Gewerbegebiet mit Unterführung der Bahnlinie
- Harmstraße nach Harm Wendt, der früher hier das Land besaß
- Heino-Wührmann-Straße nach dem Unternehmer Heino Wührmann, der in der vierten Generation ab 1929 die Firma Vitakraft übernahm
- Heisiusstraße nach dem Pastor Daniel Gerhard Heisius (1675–1747), früher Alte Dorfstraße
- Hermann-Osterloh-Straße nach dem Ortsamtsleiter, Politiker (SPD) und Mitglied der Bremischen Bürgerschaft (1886–1961)
- Kirchsteig als Weg zur Kirche
- Kromestraße nach Gustav Krome (1827–1887), Pastor in Arbergen von 1878 bis 1887
- Olbersstraße nach dem Astronom und Arzt Heinrich Wilhelm Olbers (1758–1840), früher Marschstraße
- Richtsteig evtl. nach dem Weg einer Richtstätte
- Rottkuhle nach einer Kuhle (heute Teich), rott = rotten, wahrscheinlich verrotten von Flachsbündel im Wasser
- Söldnerweg nach einer Stelle, an der 1766 Soldaten aus dem Siebenjährigen Krieg (1756–1763) für ihre Dienste vom Kurfürstentum Hannover Land erhielten; u. a. gehörte der Arberger Johann Harm Wicke dazu, dessen Familie noch ansässig ist.
- Zur Grenze (Spielfeldgrenze) nach Bezeichnungen aus dem Schlagballspiel, das hier im TV Arbergen gerne und erfolgreich im 20. Jh. gespielt wurde
- Zum Mal für Laufmale aus dem Schlagballspiel
- Zum Tick für anticken im Schlagballspiel

## Persönlichkeiten

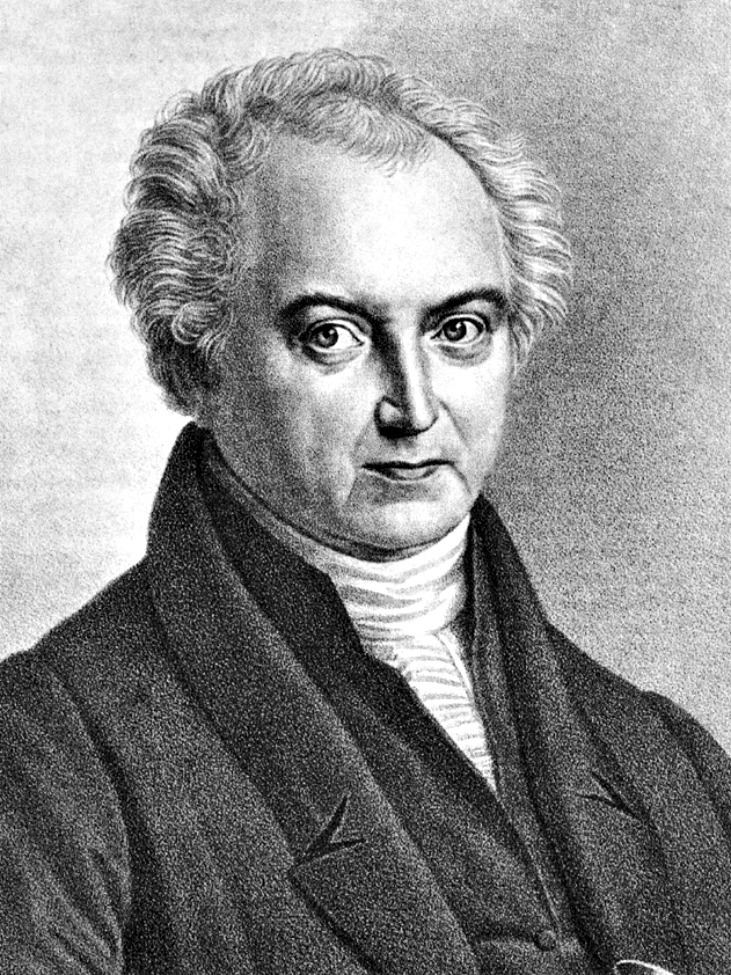
Heinrich Wilhelm Olbers

- Daniel Gerhard Heisius (1675–1747), Pastor in Arbergen
- Johann Georg Olbers (1716–1772), Pastor in Arbergen, Bremer Domprediger und Vater von Heinrich Olbers
- Georg Joachim Göschen (1752–1828), Verleger, wohnte um 1760 bis 1770 beim Pastor Erhard Heeren
- Heinrich Erhard Heeren (1728–1811), Pastor in Arbergen von 1760 bis 1775, Lehrer, Prediger am Dom zu Bremen
- Arnold Heeren (1760 in Arbergen–1842), Historiker
- Gustav Krome (1827–1887), Pastor in Arbegen von 1878 bis 1887
- Heinrich Olbers (1758 in Arbergen–1840), Astronom und Arzt
- Hermann Osterloh (1886–1961), Ortsamtsleiter, Politiker (SPD) und Mitglied der Bremischen Bürgerschaft
- Oswald Brinkmann (1930–2017), Politiker (SPD), von 1963 bis 1971 Mitglied der Bremischen Bürgerschaft und Hafensenator von 1971 bis 1987
- Wolfgang Kietzer (* 1947), Politiker und von 1979 bis 1987 Mitglied der Bremischen Bürgerschaft (SPD)
- Claus-Dieter Dunker (1936–2023), Politiker und Mitglied der Bremischen Bürgerschaft (SPD)
- Rainer Nalazek (* 1947), Politiker und von 1999 bis 2007 Mitglied der Bremischen Bürgerschaft (SPD)
- Andreas Kappes (1965–2018), Radrennfahrer u. a. bei Sechstagerennen
- Jens Crueger (* 1984), Wissenschaftskommunikator, Unternehmer und Mitglied der Bremischen Bürgerschaft (Grüne)